# ガラン・クオル
ガラン・メイデン・クオル（Garang Mawien Kuol, 2004年9月15日 - ）は、エジプト出身のオーストラリア代表サッカー選手。ニューカッスル・ユナイテッドFC所属。ポジションはFW。

## 経歴

### クラブ
エジプトで生まれ、6歳の時に家族とともに難民としてオーストラリアに移住した。サッカー選手のアルー・クオルを兄に持つ。
2021年1月、セントラルコースト・マリナーズFCとプロ契約を結ぶ。
2022年9月30日、イングランドのニューカッスル・ユナイテッドFCと2023年1月からの契約を結んだ。加入と同時にハート・オブ・ミドロシアンFCに期限付き移籍した。

### 代表
オーストラリア代表として各年代でプレーした。
2022年9月のニュージーランド代表との親善試合で代表初招集初出場を記録、18歳10日という歴代6位の若さでの初出場となった。
それまで継続的に選出されていたアダム・タガートに替わってワールドカップの代表にサプライズ選出された。1958年大会のペレに次ぐ最年少でのワールドカップ決勝トーナメント出場選手となった。

## 代表歴

### 出場大会
- オーストラリア代表
  - 2022 FIFAワールドカップ

### 試合数
- 国際Aマッチ 5試合 1得点（2022年-）[8]

| オーストラリア代表 | 国際Aマッチ | 国際Aマッチ |
| 年                 | 出場        | 得点        |
| ------------------ | ----------- | ----------- |
| 2022               | 3           | 0           |
| 2023               | 2           | 1           |
| 2024               |             |             |
| 通算               | 5           | 1           |